# Sjuprickig nyckelpiga
Sjuprickig nyckelpiga (Coccinella septempunctata) är en art i insektsordningen skalbaggar som tillhör familjen nyckelpigor.

## Utseende
Den sjuprickiga nyckelpigan har en kroppslängd på omkring 5,2 till 8 millimeter. Kroppen är som hos många andra nyckelpigor nästan halvklotformig. Täckvingarna är röda och varje täckvinge har normalt tre svarta prickar. En gemensam sjunde svart prick finns vid täckvingarnas bas, liksom två vita triangelformade fläckar. Det finns dock individer med både färre och fler svarta prickar än sju – från inga alls till nio. Halsskölden är svart med vita markeringar vid framkantens yttre hörn. Huvudet är svart med två mindre vita prickar. Buksidan är konvex och svart; hos hanarna är det sista bakkroppssegmentet försett med glesa hår.
Äggen är gula, avlånga, och med en längd på ungefär 1 mm. Puppan är hårdskalig samt mörkgrå till svart, ibland med vita och orangefärgade tecken. Larverna är gråsvarta med orangefärgade fläckar samt långbenta.

## Utbredning
Den sjuprickiga nyckelpigan har en vid utbredning i den palearktiska regionen och förekommer i större delen av Europa, Nord- och Centralasien samt Nordafrika. Arten har också införts till delar av Nordamerika (USA och Kanada).

## Ekologi
Både som imago och larv lever den sjuprickiga nyckelpigan huvudsakligen av bladlöss, vilket gör att den i trädgårdar och odlingar vanligen betraktas som ett nyttodjur. Vid födobrist kan de vuxna individerna även äta pollen, och larverna sköldlösslarver. Habitatet utgörs av alla naturtyper där bladlöss kan förekomma, som områden med örter, buskage och träd i öppna fält, gräsmarker, odlade områden, trädgårdar, parker och våtmarker.
Arten har mycket få naturliga fiender till följd av sin giftighet. Som ett skydd mot predatorer kan den fullbildade nyckelpigan avsöndra en gul, illasmakande och giftig vätska från benens leder.
Övervintringen sker som fullbildad skalbagge och ofta övervintrar många individer tillsammans, bland tuvor, gräs och stenar, gärna i söderläge. Ibland kan den också övervintra i byggnader. De kommer fram i mars till april.
Den sjuprickiga nyckelpigan lever i ett till två år.

### Fortplantning
Arten blir könsmogen vid 10 till 14 dagars ålder. Parningsperioden sträcker sig från vår till tidig sommar, i vissa populationer ända in i hösten. Arten är promiskuös – både honor och hanar har flera sexualpartners. Äggen läggs omkring 15 stycken åt gången på ställen som inte innehåller några andra nyckelpigeägg.

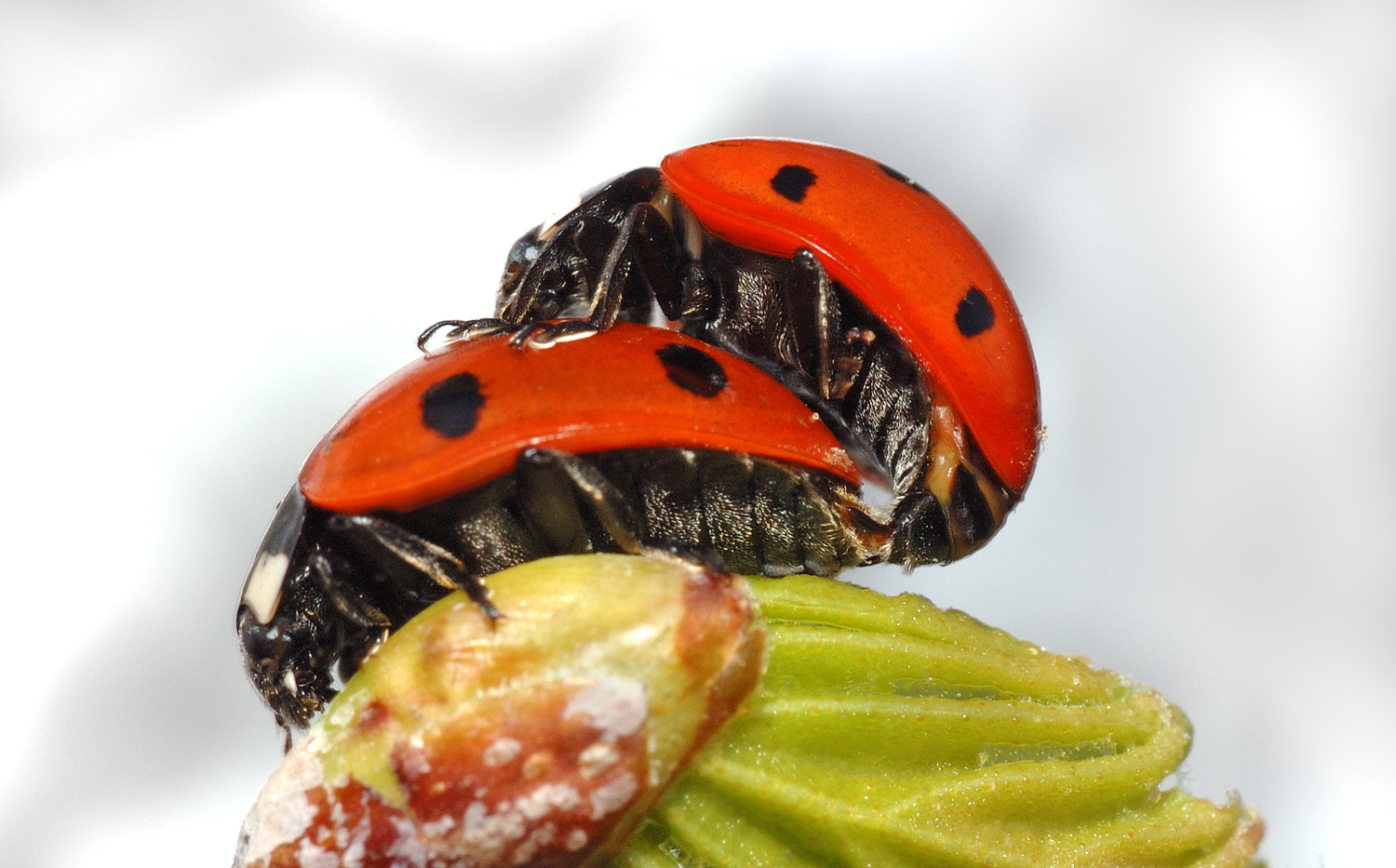
Parning
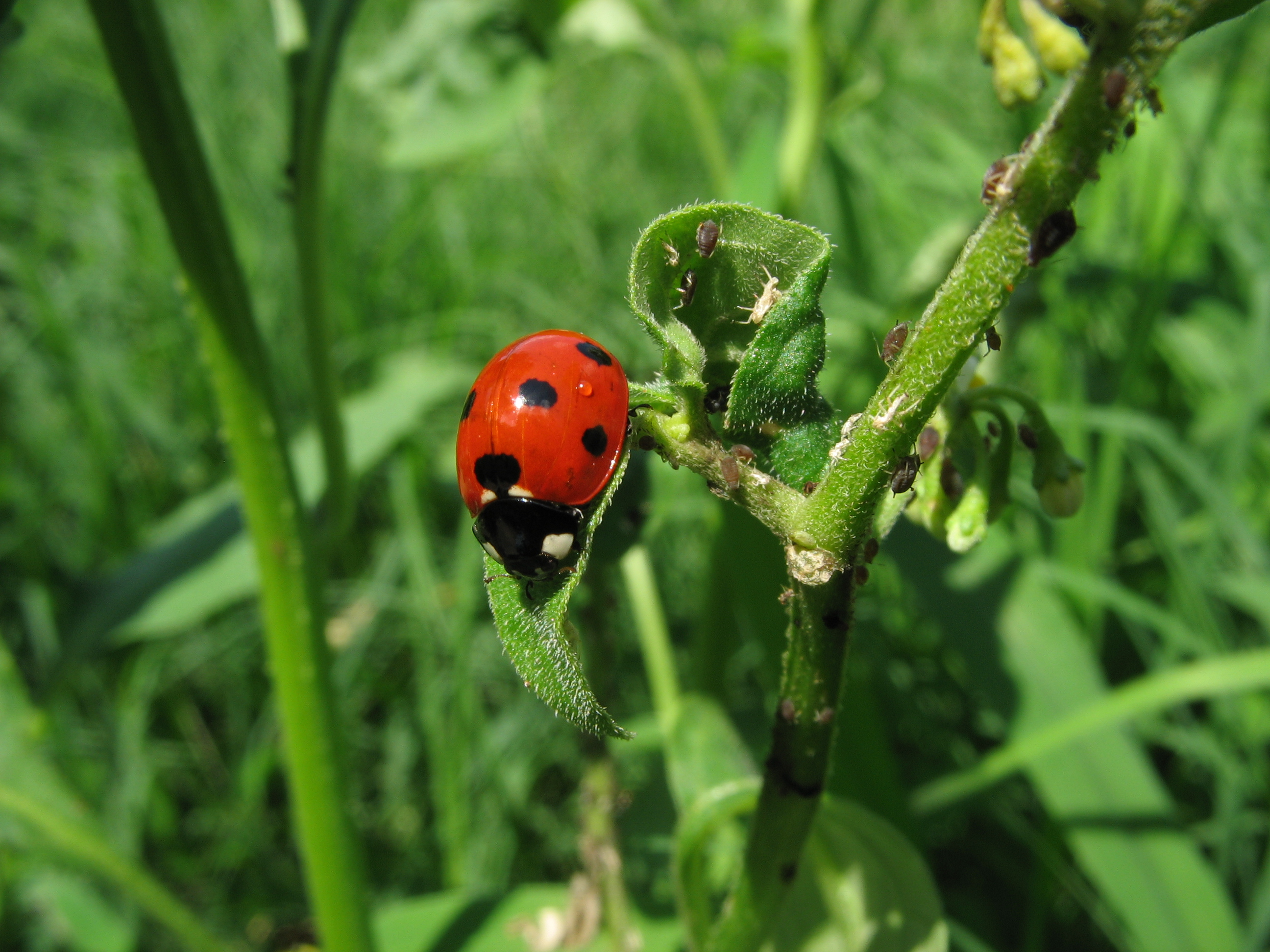
Bladlusätande nyckelpiga
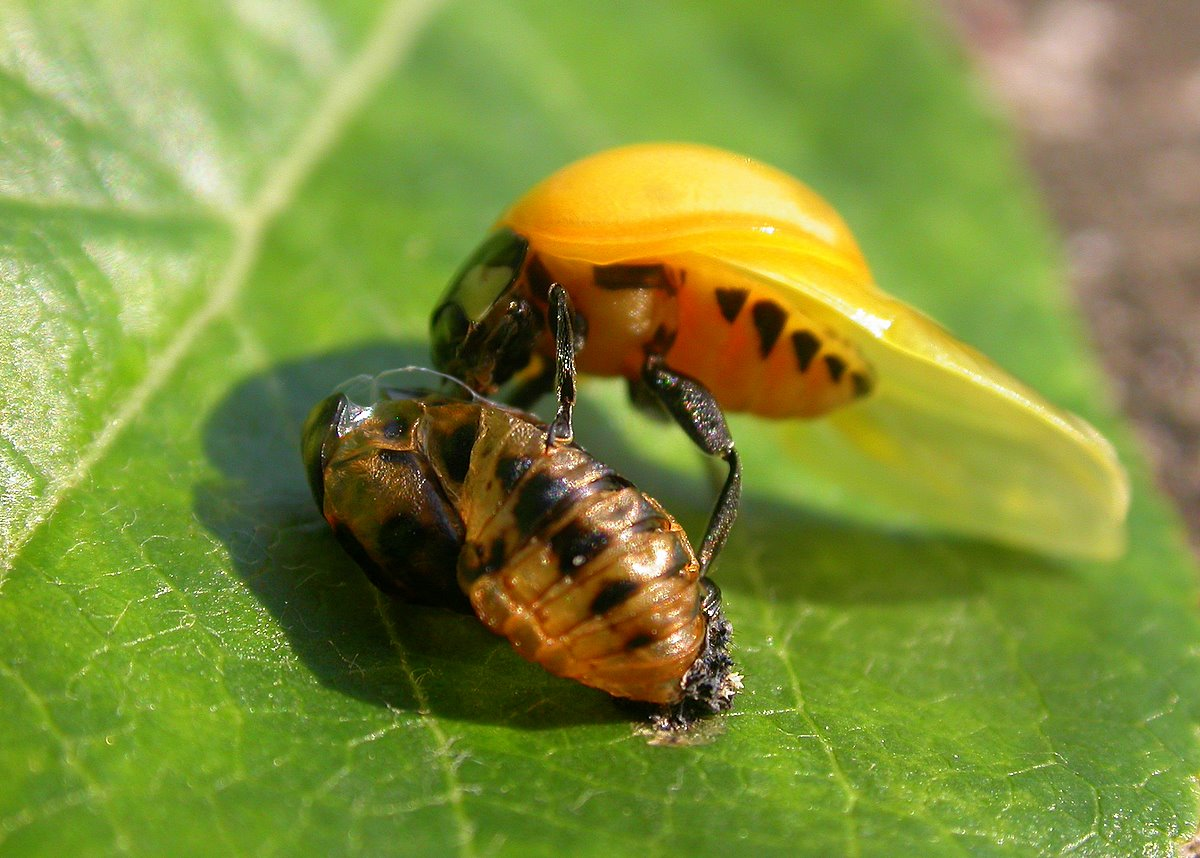
Fullbildad, ännu ej fullt pigmenterad skalbagge som sitter på den pupphud den just lämnat
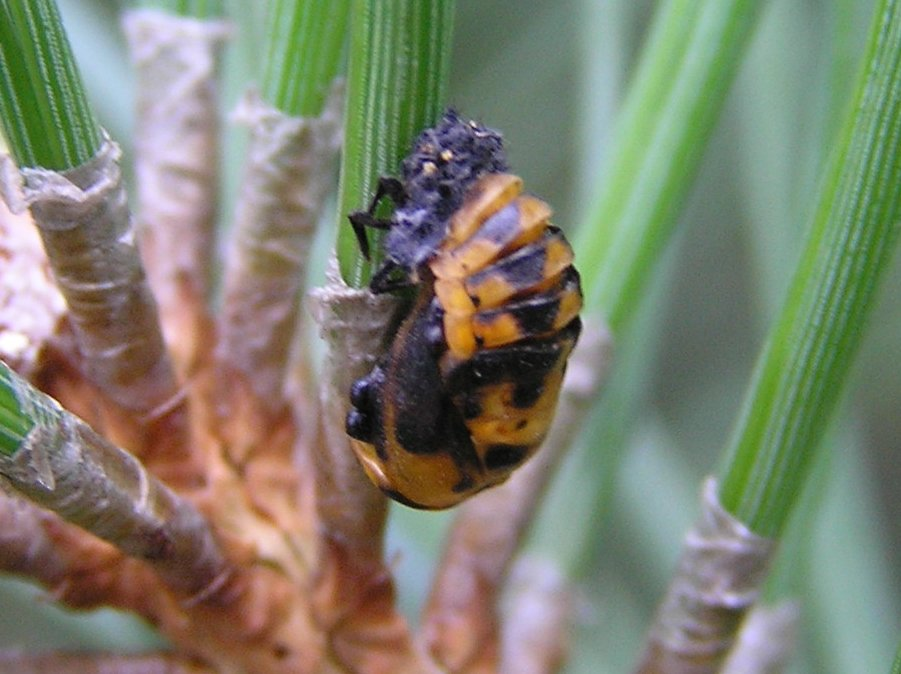
Puppa hängande från bönstjälk
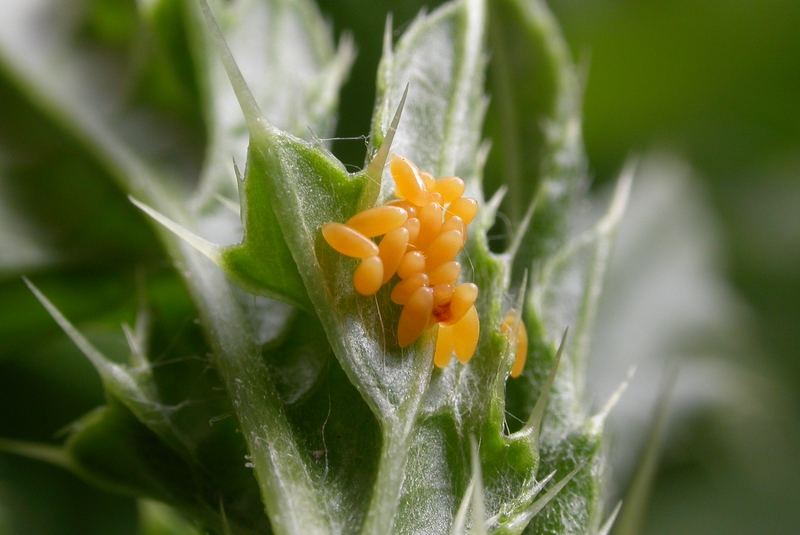
Äggsamling

## Namn
Sjuprickig nyckelpiga brukar ibland kallas för Jungfru Marie nyckelpiga eller gullhöna. Nyckelpigan förknippades tidigt med Jungfru Maria, som enligt traditionen hade nycklarna till himmelriket, eftersom sju är ett heligt tal med till exempel de sju dygderna. Nyckelpigan var Jungfru Marias hjälpreda som tog nycklarna till himmelriket. Dialektalt i Närke har den kallats fårpiga.